# Big Day Coming
"Big Day Coming" är en sång av det svenska indiebandet Bad Cash Quartet, från 2001. Låten finns med som femte låt på gruppens andra studioalbum Outcast (2001) men utgavs också som singel samma år.

## Låtlista
1. "Big Day Coming" - 2:34
2. "Outcast" - 3:23

## Covers
- Det svenska indiebandet Hell on Wheels spelade in en cover på låten till sin EP Having Ones Luggage Labelled (2001).[3]

## Filmmusik
"Big Day Coming" användes i filmen Festival (2001).

## Listplaceringar
| Lista (2001) | Topplacering |
| ------------ | ------------ |
| Sverige      | 60           |

### Fotnoter
1. ↑  ”Outcast”. Discogs.com. http://www.discogs.com/Bad-Cash-Quartet-Outcast/release/1729011. Läst 15 juni 2012.
2. ↑  ”Big Day Coming”. Discogs.com. http://www.discogs.com/Bad-Cash-Quartet-Big-Day-Coming/release/3132049. Läst 15 juni 2012.
3. ↑  ”Big Day Coming”. Svensk mediedatabas. http://smdb.kb.se/catalog/search?q=big+day+coming+typ%3Afonogram. Läst 15 juni 2012.
4. ↑  ”Big Day Coming”. Svensk filmdatabas. http://www.sfi.se/sv/svensk-filmdatabas/Item/?type=MUSIC&itemid=10847. Läst 15 juni 2012.
5. ↑  Placeringar på den svenska singellistan